# Thrypticus fasciatus
Thrypticus fasciatus är en tvåvingeart som först beskrevs av Macquart 1834.  Thrypticus fasciatus ingår i släktet Thrypticus och familjen styltflugor.
Artens utbredningsområde är Italien. Inga underarter finns listade i Catalogue of Life.